# Lacrymae Rerum
Lacrymae Rerum ist eine 2005 gegründete Funeral-Doom-Band.

## Geschichte
Der Multiinstrumentalist J. Franelich gründete Lacrymae Rerum 2005 in Iquique, Chile. Noch als Soloprojekt nahm Franelich mit Lacrymae Rerum das Demo Voices Through the Black Corridor auf. Nachträglich zog er die Sängerin Susana „Serpentine“ Jorquera hinzu, mit deren Unterstützung er die 2006 über das chinesische Label Beautiful Doomsday Productions veröffentlichte EP Mortui Sepeliant Mortuos einspielte. Noch im gleichen Jahr stieß der Schlagzeuger und Sänger Alfredo Pérez zu Lacrymae Rerum. Als Band arbeiteten die Musiker gemeinsam an neuem Material, welches jedoch bis auf das Stück The God who Devours Himself, das der ersten chilenischen Doom-Metal-Kompilation Dark Art of Doom and Desolation beigefügt wurde unveröffentlicht blieb. Internationale Beachtung für die frühen Veröffentlichungen blieben aus.
Erst im Jahr 2017 erschien mit dem an der Kurzgeschichte Las Moscas: Répilica del Hombre Muerto von Horacio Quiroga angelehnten The Flies über GS Productions das Debütalbum der Band. Das Album wurde selten besprochen, jedoch sodann als ein Jahres-Höhepunkt im Genre gewertet. Es sei „selbst bei einer relativ kurzen Spielzeit von 30 Minuten einzigartig verstörend.“ Ein Jahr nach der Veröffentlichung gab Franelich allein das Live-Debüt von Lacrymae Rerum auf dem Campus der Universidad Arturo Prat. Den Auftritt dokumentierte Franelich und gab die Aufnahmen als Download via Bandcamp heraus.

## Stil
Als „klaustrophobisch unangenehmen Funeral Doom mit einem messerscharfen Gitarrenklang, spärlichem Schlagzeug und kontemplativen Gesang“ wird die Musik von Lacrymae Rerum in einer Banddarstellung des Webzines Doom-Metal.com beschrieben. Ein als „monströs“ wahrgenommenes gutturales Growling gehe mit „klösterlichen gregorianischen Chorpassagen einher“. Das Gitarrenspiel gilt als dröhnendes und erschütterndes Riffing.
Die Band verkörpere einen Crossover von aggressiven und psychedelischen Spielweisen der extremen Doom-Metal-Subgenres. So wird in einer für Grizzly Butts verfassten Besprechung des Albums The Flies auf eine Kombination der Aggression von Primitive Man „mit der tropfenden und psychedelischen Hölle von Esoteric“ verwiesen. Ähnlich wird in der Bandbeschreibung für Doom-Metal.com geurteilt. Die Musik sei am „einfachsten irgendwo zwischen dem eindringlichen Ambient von Bosque und dem äußerst aggressiven Klang von Stabat Mater“ einzuordnen.

## Diskografie
- 2005: Voices Through the Black Corridor (Demo, Selbstverlag)
- 2006: Mortui Sepeliant Mortuos (EP, Beautiful Doomsday Productions)
- 2017: The Flies (Album, GS Productions)
- 2018: Voices in the Void - Live at UNAP Campus (Download-Live-Album, Selbstverlag)